# Pascal Goffin
Pascal Goffin (* 1982 in Pratjau, Schleswig-Holstein) ist ein deutscher Schauspieler.

## Leben
Pascal Goffin absolvierte von 2005 bis 2010 sein Schauspielstudium an der Zürcher Hochschule der Künste, wo er das Master-Diplom im Fach «Darstellende Künste» erwarb. Beim Treffen deutschsprachiger Schauspielschulen in Rostock wurde er 2008 für seine Rolle in UNvollkommen, einem Bewegungstheater nach den Metamorphosen von Ovid, mit einem Solopreis ausgezeichnet.
Bereits als Student spielte er am Deutschen Schauspielhaus Hamburg, am Theater Neumarkt in Zürich und in freien Produktionen.
In der Spielzeit 2010/11 spielte er am Jungen Theater Göttingen den Franz Moor in Die Räuber. Es folgten Produktionen am Schauspielhaus Zürich und beim Theater Kanton Zürich.
Ab der Spielzeit 2013/14 war er festes Mitglied am Konzert Theater Bern, wo er u. a. den Edmund in König Lear, Ruprecht in Der zerbrochne Krug, Corvino in Volpone und Graf Guiche in Cyrano de Bergerac in Regiearbeiten von Lisa Nielebock, Mathias Schönsee, Claudia Bauer und Markus Bothe darstellte.
Ab der Spielzeit 2015/16 war er bis zum Ende der Spielzeit 2018/19 fest am Schauspielhaus Graz engagiert. Zu seinen Grazer Bühnenrollen gehörten Trinculo in Der Sturm, Schürzinger in Kasimir und Karoline, die Titelrolle in Tartuffe, Lord Burleigh in Maria Stuart und Petja Trovimow in Der Kirschgarten. In Graz arbeitete er u. a. unter der Regie von Claudia Bossard, Markus Bothe, Stephan Rottkamp und András Dömötör.
Für die Spielzeit 2019/20 war Pascal Goffin als festes Ensemblemitglied am Theater Basel engagiert. Seit Sommer 2020 arbeitet er freischaffend. In der Spielzeit 2020/21 gastierte er am Theater Biel-Solothurn.
Seine erste TV-Hauptrolle hatte er in der Degeto-Produktion Seeland – Ein Krimi vom Bodensee (2022), in der er den aus dem Gefängnis ausgebrochenen und flüchtigen Intensivtäter Robert Böwe darstellte.
Pascal Goffin lebt mit seiner Lebensgefährtin, der Schweizer Schauspielerin Vera Bommer, in Basel. Das Paar, das sich bei einem gemeinsamen Engagement am Theater des Kantons Zürich kennengelernt hatte und später zeitgleich in Graz engagiert war, hat einen gemeinsamen Sohn.

## Filmografie
- 2019: Das Bild im Haus (Kurzfilm)
- 2022: Seeland – Ein Krimi vom Bodensee